# サルヴェ・アバルクーフ

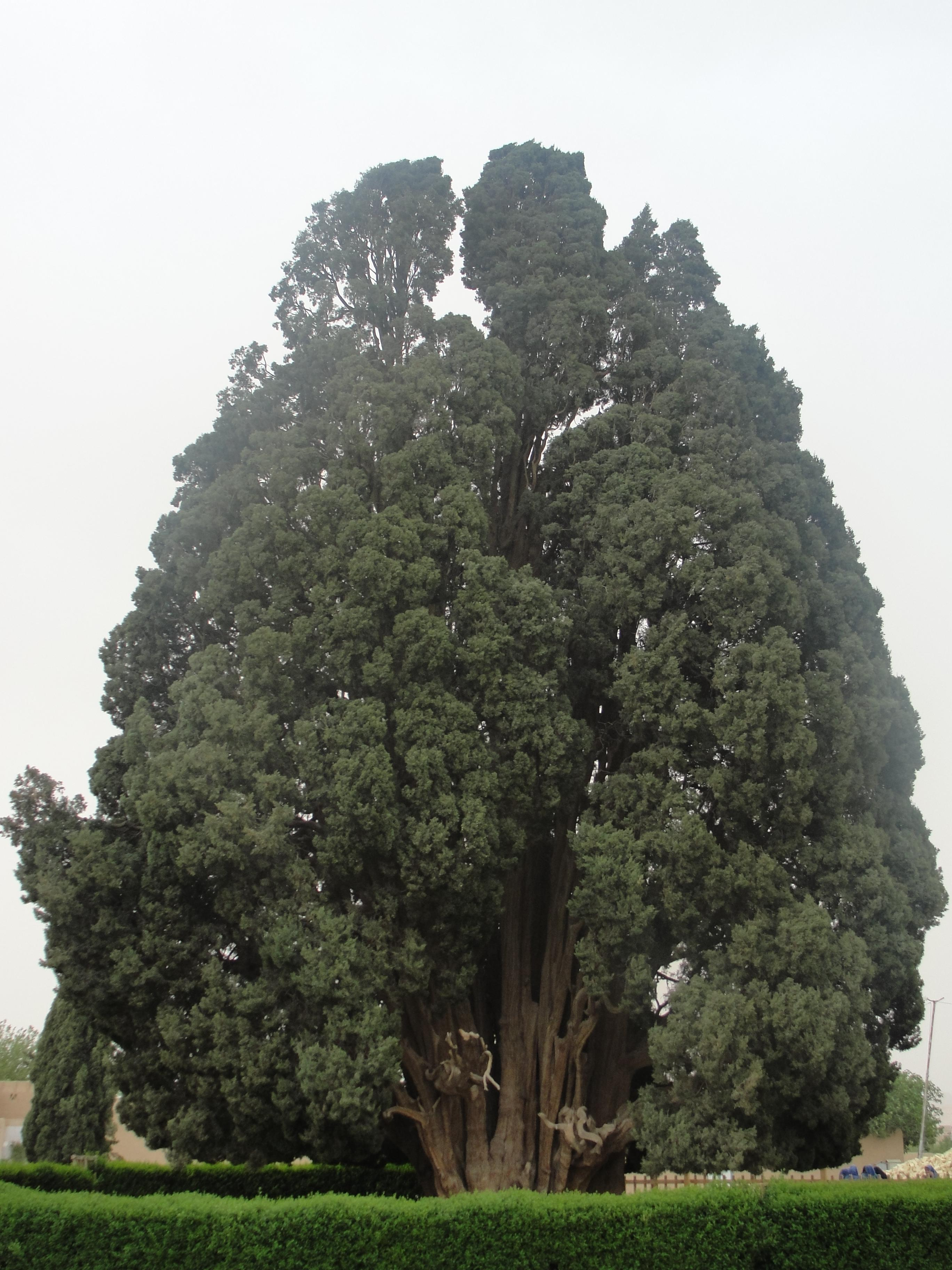
サルヴェ・アバルクーフ

サルヴェ・アバルクーフ（ペルシア語: سَرْو اَبَرکوه, ラテン文字転写: sarv-e abarkūh）は、ヤズド州のアバルクーフにあるイトスギ（より詳細には、Cupressus sempervirens という地中海からイラン高原にわたって分布するイトスギの一種）の木である。イランの国家自然遺産の一つに選ばれている。
サルヴェ・アバルクーフは世界で最も古くから生きている生物個体の一つである。樹齢は様々な説が存在するが、ロシアの学者アレクサンドロフは、このイトスギの樹齢を 4,000年以上と見積もった。2013年まで、アメリカカリフォルニア州のグレイト・ベイスンにある「メトシェラ」という推定樹齢 4,845年の木に次いで、世界で2番目に（アジアで1番）長寿な樹木個体として広く知られていた。2013年にロッキー山脈に樹齢 5,062年と推定される P. longaeva が発見され、サルヴェ・アバルクーフは世界で3番目に古いと記述されることもある。しかしながら、イランの森林研究所による調査によると、樹齢 2,700年から 2,850年の間であろうという。

いずれにせよ非常に古いことには変わりはなく、過去に書かれた歴史地理書にもこのイトスギのことを指すと推定される記述が見られる。ハムドゥッラー・ムスタウフィー・カズヴィーニーはヒジュラ暦740年（9世紀）、地理書『心魂の歓喜』の中で、
| 「 | «در آنجا سروی است که در جهان شهرتی عظیم دارد...» （→「かの地に世界で最も誉れ高き糸杉あり云々」） | 」 |

と書いている。いくつかある伝説の一つによると、このイトスギの木を植えた人物がゾロアスターに帰せられている。そのためこの木は「ゾロアスターの糸杉」という別名でもよく知られている。また別の伝説によると、それはノアの息子ヤペテであるという。
幹周りが根元で11.5メートル、高さがおよそ25から28メートルと推定されている。近頃は人為的な木の損傷が問題となっている。木の周りに囲いを設け、見張りを置いているにもかかわらず、見張りがいない時に囲いで遊ぶ者たちがいる。

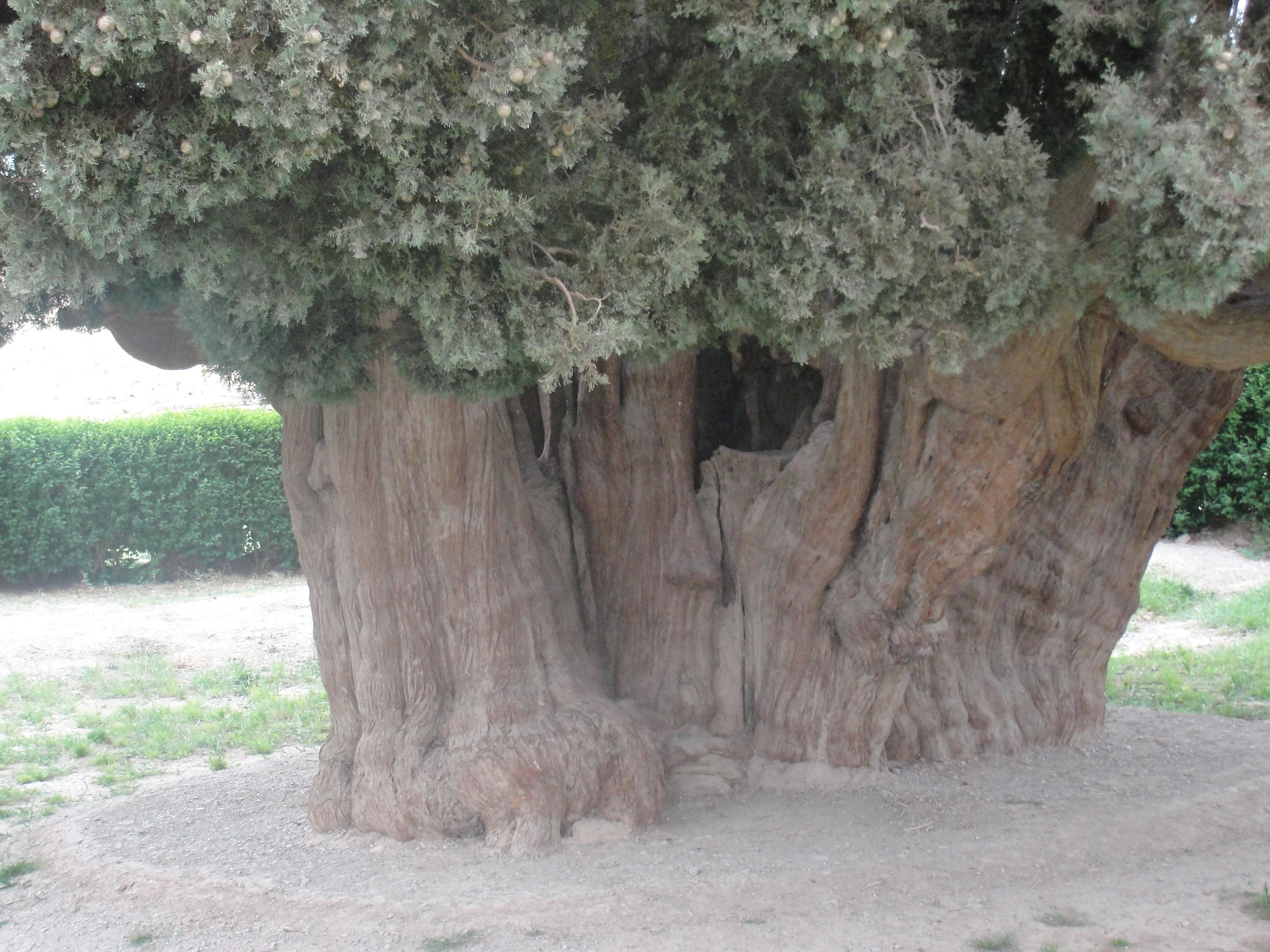
木の根元
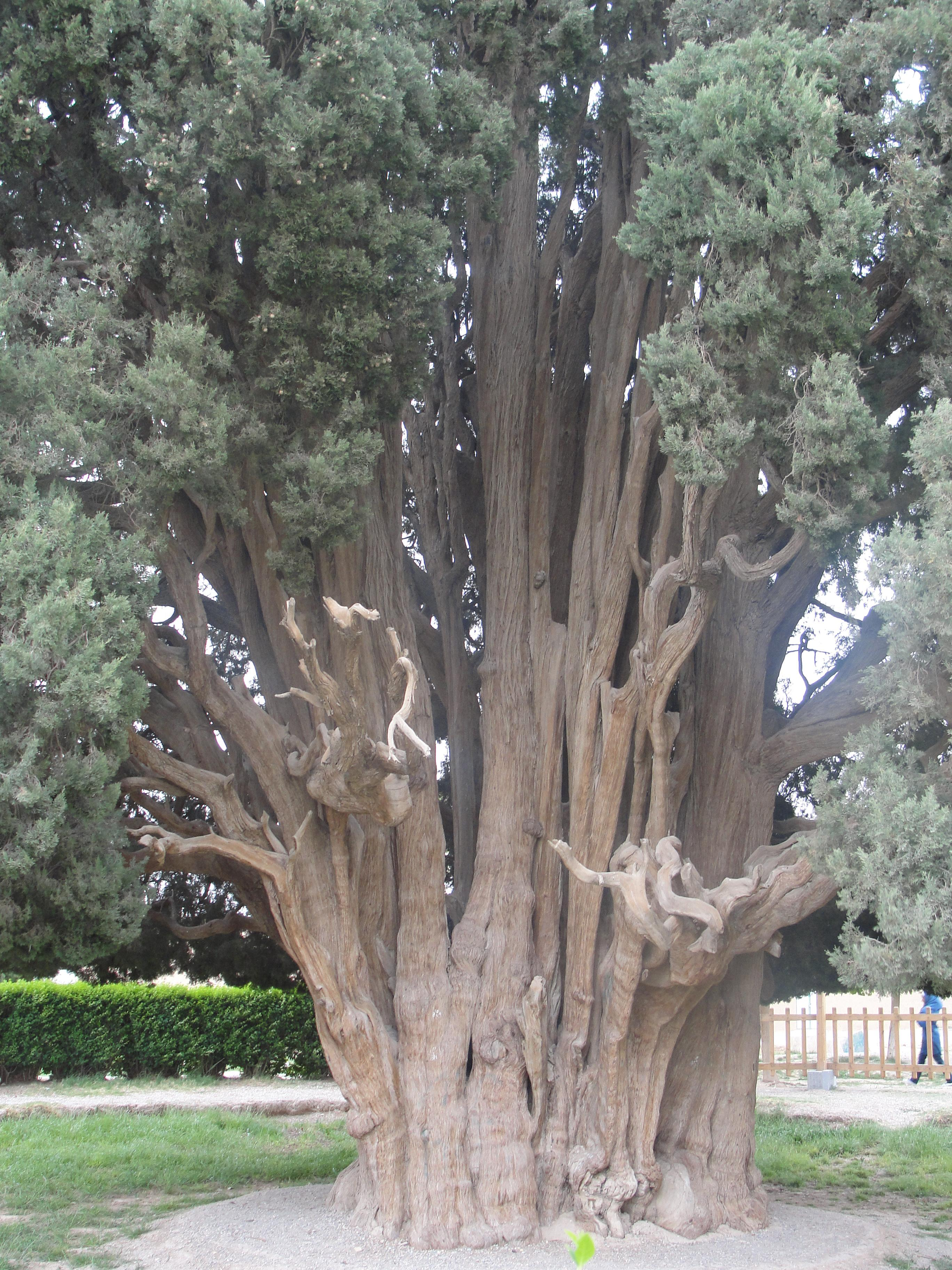
木の根元（別の角度から）
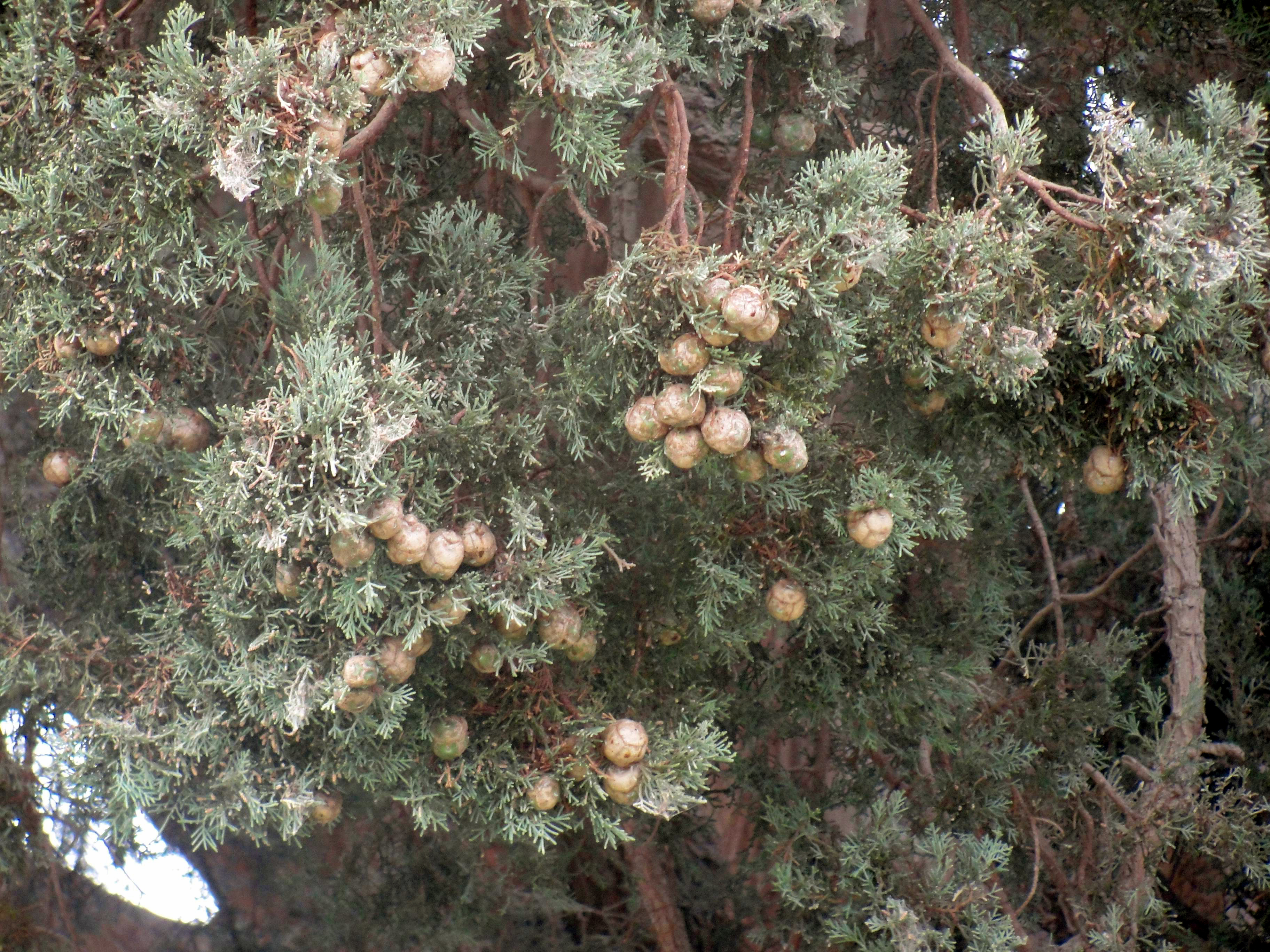
درخت بعد از چهار هزار سال هنوز بارور می‌شود.
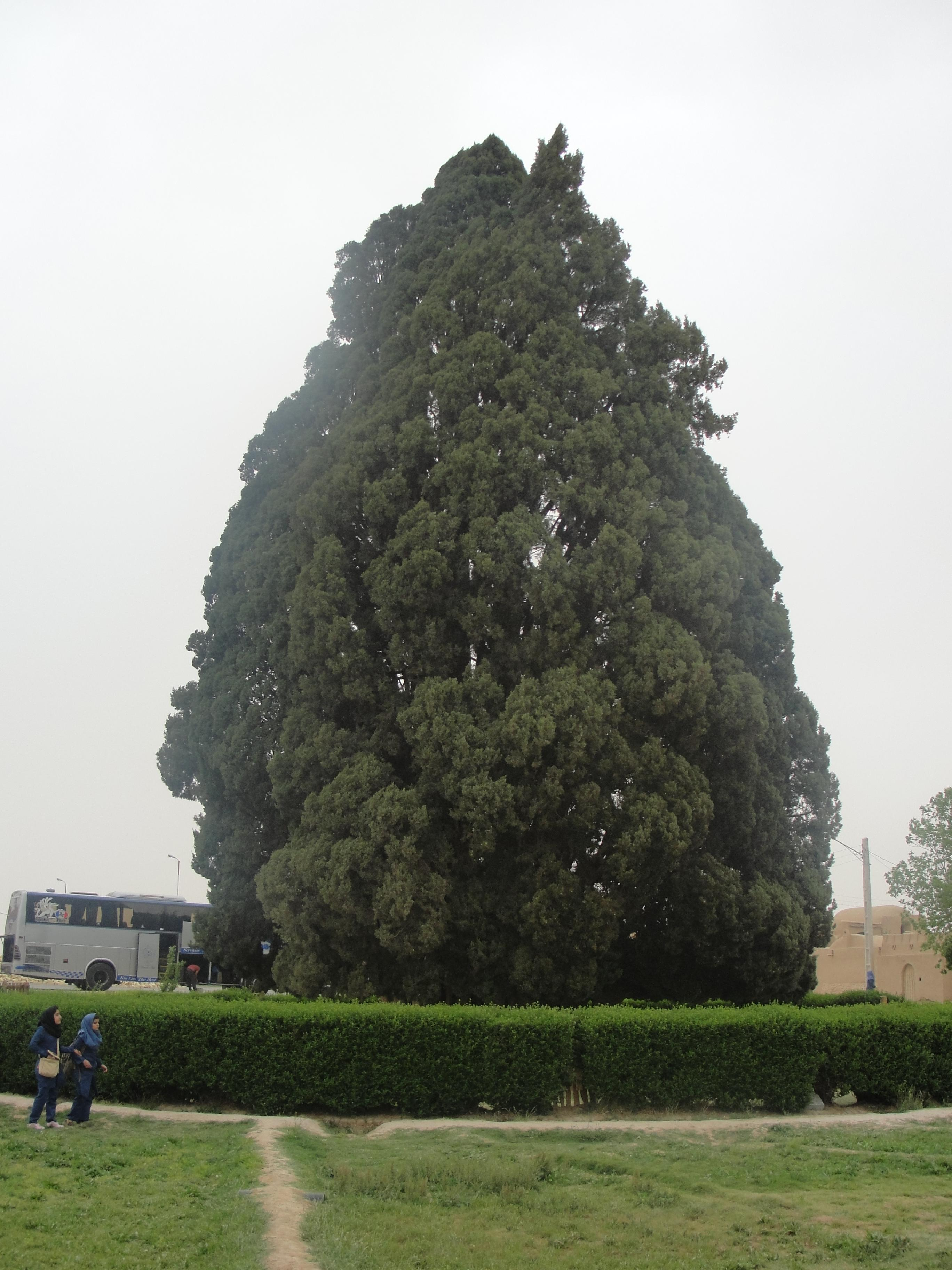
前景の二人の人物と比較するとこの木の大きさが際立つ
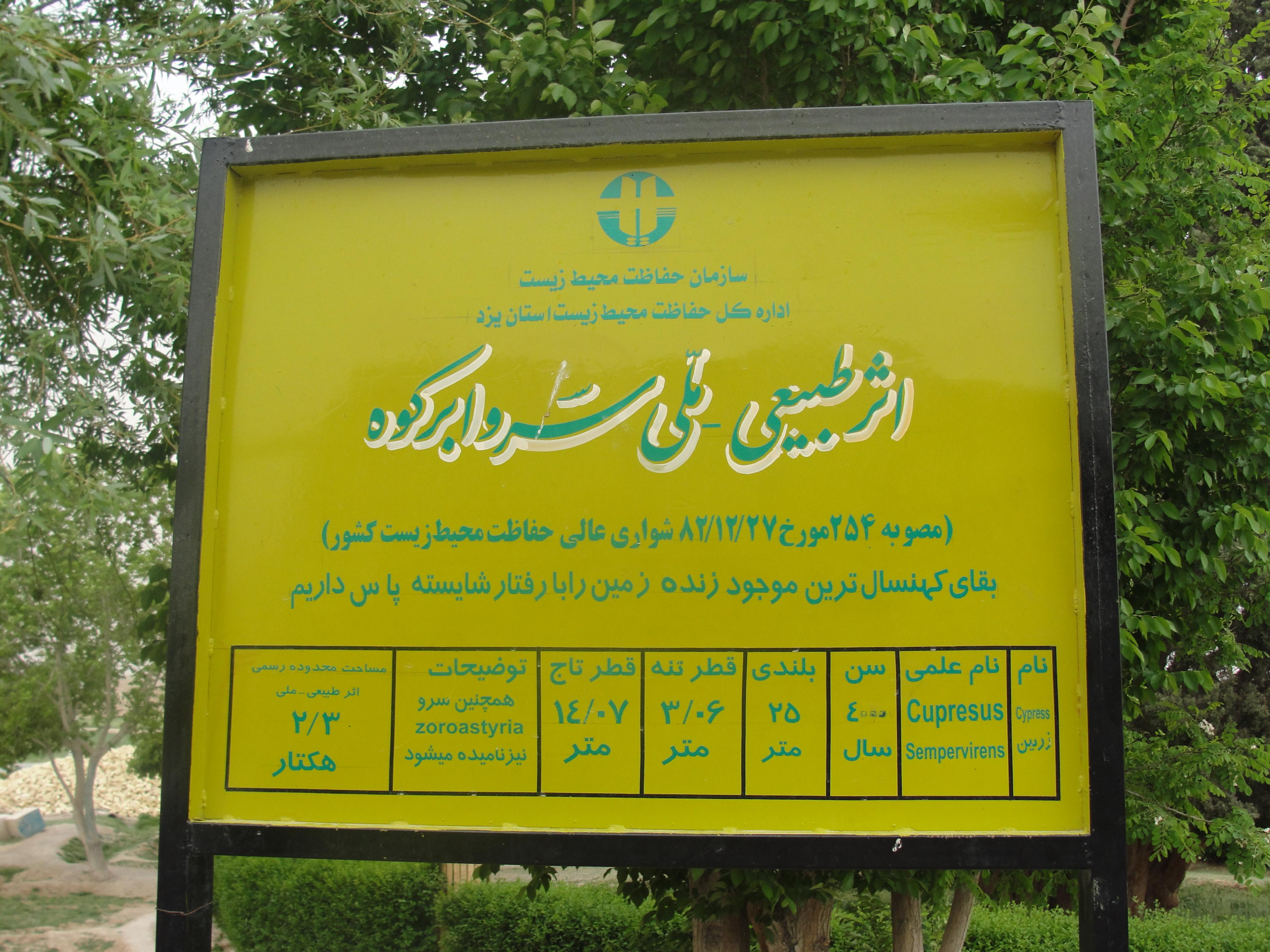
イラン国家遺産であることを示す標識板